# Château de Ferreyroles
Le château de Ferreyroles situé sur la commune de Saint-Privat-de-Champclos, dans le nord du département du Gard, est un édifice féodal aujourd'hui en ruine.

## Historique
Datant des Xe et XIIe siècles, la construction est actuellement fermée au public et propriété privée du camping du même nom. Construit sur un piton rocheux dominant un méandre des gorges de la Cèze, le château, place forte au Moyen Âge, avait pour vocation de protéger les terres des Ducs de Banne et faisait office de poste avancé en période conflictuelle. Le château semble avoir eu une petite enceinte défensive. Il s'articule sur trois à quatre niveaux plus un souterrain naturel faisant office de cave fraîche dans le piton calcaire des fondations.

## Architecture
Aujourd'hui envahi par la végétation, le château de Ferreyroles se dégrade lentement. Longtemps ouvert en libre accès, ses murs sont par endroits couverts de graffitis laissés là par des touristes de passage.
La place constitue une véritable forteresse avec d'un côté une falaise donnant sur une rivière (La Cèze) et de l'autre une colline escarpée le rendant difficile d'accès. L'ouvrage compte encore de nombreuses meurtrières très variées. La porte à l'entrée du donjon est en biais, sans doute pour épouser la forme du rocher mais aussi pour défavoriser les attaquants les empêchant d'utiliser l'épée et donnant ainsi l'avantage aux défenseurs. L'escalier qui permet de monter dans les étages supérieurs et disposé lui aussi en travers et avec des marches irrégulières pour gêner l’adversaire dans sa progression.
La façade se compose d'un mur défensif en pierres de taille pour résister aux attaques du côté nord (côté colline) et d'un mur de petite maçonnerie moins résistant du côté opposé ; cette partie aujourd'hui affaissée abritait sans doute les logements. Une citerne est installée au centre du château (son enduit est encore étanche).
Au cours du XXe siècle, l'exploitation touristique des gorges et l'aménagement de campings naturistes ont détruit un moulin antique situé en bas du chemin entre le château et la rivière.